# جیمز روبارت
جیمز روبارت (انگلیسی: James Robart؛ زادهٔ ۲ سپتامبر ۱۹۴۷) یک قاضی فدرال اهل ایالات متحده آمریکا است. وی در سیاتل، واشینگتن مهمترین شهر ایالت واشنگتن مستقر است.

## حکم توقف فرمان اجرایی ۱۳۷۶۹
قاضی روبارت، در پی فرمان اجرایی ۱۳۷۶۹ دونالد ترامپ، رئیس‌جمهور آمریکا، مبنی بر ممنوعیت سفر و مهاجرت از هفت کشور با جمعیت عمدتاً مسلمان، فرمان اجرایی ۱۳۷۶۹ را منجر به «صدمات غیرقابل جبران به ایالات متحده» دانست و آن را موقتاً لغو کرد.
در پی درخواست استیناف وکلای دولت و وزارت دادگستری آمریکا، رای قاضی روبارت به دادگاه استیناف حوزه نهم ایالات متحده آمریکا ارجاع و درآن‌جا نیز حکم قاضی روبارت توسط هر سه قاضی دادگاه استیناف تایید شد.